# Premierzy Białorusi
Chronologiczna lista szefów rządu Białorusi

## Białoruska Republika Ludowa(1918–1920)
- tymczasowo

| #                                              | Imię i Nazwisko              | Portret | Kadencja             | Kadencja            | Partia polityczna | Partia polityczna | Rząd |
| #                                              | Imię i Nazwisko              | Portret | Od                   | Do                  | Partia polityczna | Partia polityczna | Rząd |
| ---------------------------------------------- | ---------------------------- | ------- | -------------------- | ------------------- | ----------------- | ----------------- | ---- |
| Przewodniczący Ludowego Sekretariatu Białorusi |                              |         |                      |                     |                   |                   |      |
| 1                                              | Jazep Waronka (1891–1952)    |         | 21 lutego 1918       | 14 maja 1918        |                   | BSH               | •    |
| -                                              | Rada pięciu                  |         | 14 maja 1918         | 9 lipca 1918        |                   | Bezpartyjny       | •    |
| 2                                              | Roman Skirmunt (1868–1939)   |         | 9 lipca 1918         | 20 lipca 1918       |                   | Bezpartyjny       | •    |
| 3                                              | Iwan Sierada (1879–po 1943)  |         | 22 lipca 1918        | 9 października 1918 |                   | BPS-F             | •    |
| Przewodniczący Rady Ministrów                  |                              |         |                      |                     |                   |                   |      |
| 1                                              | Anton Łuckiewicz (1884–1942) |         | 12 października 1918 | 13 grudnia 1919     |                   | BPSD              | •    |
| 2                                              | Wacłau Łastouski (1883–1938) |         | 13 grudnia 1919      | styczeń 1920        |                   | BPSR              | •    |

## Władze Białoruskiej Republiki Ludowej na emigracji (od 1920)
| Przewodniczący Rady Ministrów |                                  |  |                  |                      |
| (2)                           | Wacłau Łastouski (1883–1938)     |  | styczeń 1920     | 23 sierpnia 1923     |
| 3                             | Alaksandr Cwikiewicz (1888–1937) |  | 23 sierpnia 1923 | 15 października 1925 |
| 4                             | Wasil Zacharka (1877–1943)       |  | 12 grudnia 1923  | 6 marca 1943         |
| 5                             | Mikoła Abramczyk (1903–1970)     |  | 6 marca 1943     | marzec 1946          |

## Republika Białorusi (od 1991)
- tymczasowy premier

| #                             | Imię i Nazwisko                 | Portret | Kadencja            | Kadencja          | Partia polityczna | Partia polityczna | Rząd |
| #                             | Imię i Nazwisko                 | Portret | Od                  | Do                | Partia polityczna | Partia polityczna | Rząd |
| ----------------------------- | ------------------------------- | ------- | ------------------- | ----------------- | ----------------- | ----------------- | ---- |
| Przewodniczący Rady Ministrów |                                 |         |                     |                   |                   |                   |      |
| 1                             | Wiaczasłau Kiebicz (1936-2020)  |         | 19 września 1991    | 21 lipca 1994     |                   | Bezpartyjny       | •    |
| Premier                       |                                 |         |                     |                   |                   |                   |      |
| 2                             | Michaił Czyhir (ur. 1948)       |         | 21 lipca 1994       | 18 listopada 1996 |                   | Bezpartyjny       | •    |
| -                             | Siarhiej Linh (1937–)           |         | 18 listopada 1996   | 15 stycznia 1997  | Bezpartyjny       |                   | •    |
| 3                             | Siarhiej Linh (ur. 1937)        |         | 15 stycznia 1997    | 18 lutego 2000    | Bezpartyjny       | •                 |      |
| -                             | Uładzimir Jarmoszyn (ur. 1942)  |         | 18 lutego 2000      | 14 marca 2000     | Bezpartyjny       | •                 |      |
| 4                             | Uładzimir Jarmoszyn (ur. 1942)  |         | 14 marca 2000       | 24 września 2001  | Bezpartyjny       | •                 |      |
| 5                             | Hienadź Nawicki (ur. 1949)      |         | 1 października 2001 | 10 lipca 2003     | Bezpartyjny       | •                 |      |
| -                             | Siarhiej Sidorski (ur. 1954)    |         | 10 lipca 2003       | 19 grudnia 2003   | Bezpartyjny       | •                 |      |
| 6                             | Siarhiej Sidorski (ur. 1954)    |         | 19 grudnia 2003     | 28 grudnia 2010   | Bezpartyjny       | •                 |      |
| 7                             | Michaił Miasnikowicz (ur. 1950) |         | 28 grudnia 2010     | 27 grudnia 2014   | Bezpartyjny       | •                 |      |
| 8                             | Andriej Kobiakow (ur. 1960)     |         | 27 grudnia 2014     | 18 sierpnia 2018  | Bezpartyjny       | •                 |      |
| 9                             | Siarhiej Rumas (ur. 1969)       |         | 18 sierpnia 2018    | 3 czerwca 2020    | Bezpartyjny       | •                 |      |
| 10                            | Raman Hałouczenka (ur. 1973)    |         | 3 czerwca 2020      | 10 marca 2025     | Bezpartyjny       | •                 |      |
| 11                            | Alaksandr Turczyn (ur. 1975)    |         | 10 marca 2025       | nadal             | Bezpartyjny       | •                 |      |